# Vladas Garastas
Vladas Garastas, né le 8 février 1932 à Linkuva, dans la République socialiste soviétique de Lituanie, est un entraîneur lituanien de basket-ball.

## Carrière

### Palmarès
- 3e du championnat d'Europe 1989 (URSS)
- Finaliste du championnat du monde 1990 (URSS)
- Médaille de bronze aux Jeux olympiques 1992 (Lituanie)
- 3e du championnat d'Europe 1995 (Lituanie)
- Médaille de bronze aux Jeux olympiques 1996 (Lituanie)